# 明明離你那麼的近
《明明離你那麽的近》，是日本摇滚樂團ZARD的第12張單曲。1994年8月8日發行。

## 簡介
發行首週賣出超過30萬張，打破當時ZARD自身的最高初動銷量紀錄，連續三張單曲空降Oricon公信榜週榜冠軍。最終銷量超過78萬張，是ZARD銷量第8高的單曲。
從此作到《Just believe in love》為止的所有單曲，皆沒有收錄B面歌曲的伴奏版本。另外，從此作直到《展開雙翼》為止，明石昌夫沒有再擔任ZARD的單曲A面曲的編曲。
在宣傳的時候，只有公開了少量坂井泉水為此作錄音期間的影像，直到她過世之後，其餘的錄音影像和另一個她在舞台上的演唱此曲的MV版本才正式被公開。

## 收錄曲
1. 明明離你那麽的近（こんなにそばに居るのに）
作詞：坂井泉水
作曲：栗林誠一郎
編曲：明石昌夫
  - 坂井在聽著此曲的樣本帶時，因為緊張的旋律和節奏聯想到感情轉淡的情侶，最終以此為主題創作歌詞。
  - 與專輯《forever you》裏的編曲版本並不一樣。
  - 被用作珠寶品牌三貴「ブティックJOY」的廣告歌。[2]
2. 不是你的錯 （あなたのせいじゃない）
作詞：坂井泉水
作曲：栗林誠一郎
編曲：明石昌夫
3. 明明離你那麽的近（Original Karaoke）
作詞：坂井泉水
作曲：栗林誠一郎
編曲：明石昌夫